# レア (鳥類)
レア (ラテン語: rhea、学名: Rhea americana)は、鳥綱レア目レア科レア属に分類される鳥類。現生種ではダーウィンレアと2種でレア目レア科レア属を構成する。飛ぶことはできない。

## 分布
アルゼンチン北東部・東部、ウルグアイ、パラグアイ、ブラジル、ボリビア。

## 形態
頭高1.2 - 1.5メートル。体重20 - 25キログラム。羽毛は灰色で、腰や翼下面は白い。趾は3本ある。

## 分類
以下の分類・分布はIOC World Bird List(v 7.2)に従う。
Rhea americana americana (Linnaeus, 1758)
ブラジル北部・東部
Rhea americana albescens Lynch & Holmberg, 1878
アルゼンチン北東部・東部
Rhea americana araneipes Brodkorb, 1938
パラグアイ西部、ブラジル南西部、ボリビア東部
Rhea americana intermedia Rothschild & Chubb, C, 1914
ウルグアイ、ブラジル南東部
Rhea americana nobilis Brodkorb, 1939
パラグアイ東部

## 生態
群れを形成して生活するが、繁殖期になると分散する。
草本、木の葉、種子、爬虫類、小型哺乳類などを食べる。
繁殖期になるとオスは2 - 10羽のメスとハレムを形成する。巣に20 - 30個の卵を産む。抱卵期間は35 - 40日。
天敵として ジャガー、ピューマ、タテガミオオカミがいる。

## 人間との関係
農地開発や牧草地への転換による生息地の破壊、食用や皮目的の狩猟により生息数は減少している。1975年にワシントン条約発効時には亜種R. a. albescensが、1992年には種単位でワシントン条約附属書IIに掲載されている。